# Карл Черніг
Карл Черніг, барон фон Чернгаузен (нім. Karl Czörnig; 5 травня 1804, Богемське королівство — 5 жовтня 1889, Горіція, Королівство Італія) — австрійський етнограф, історик, державний діяч, директор адміністративної статистики у Відні..

## Біографія

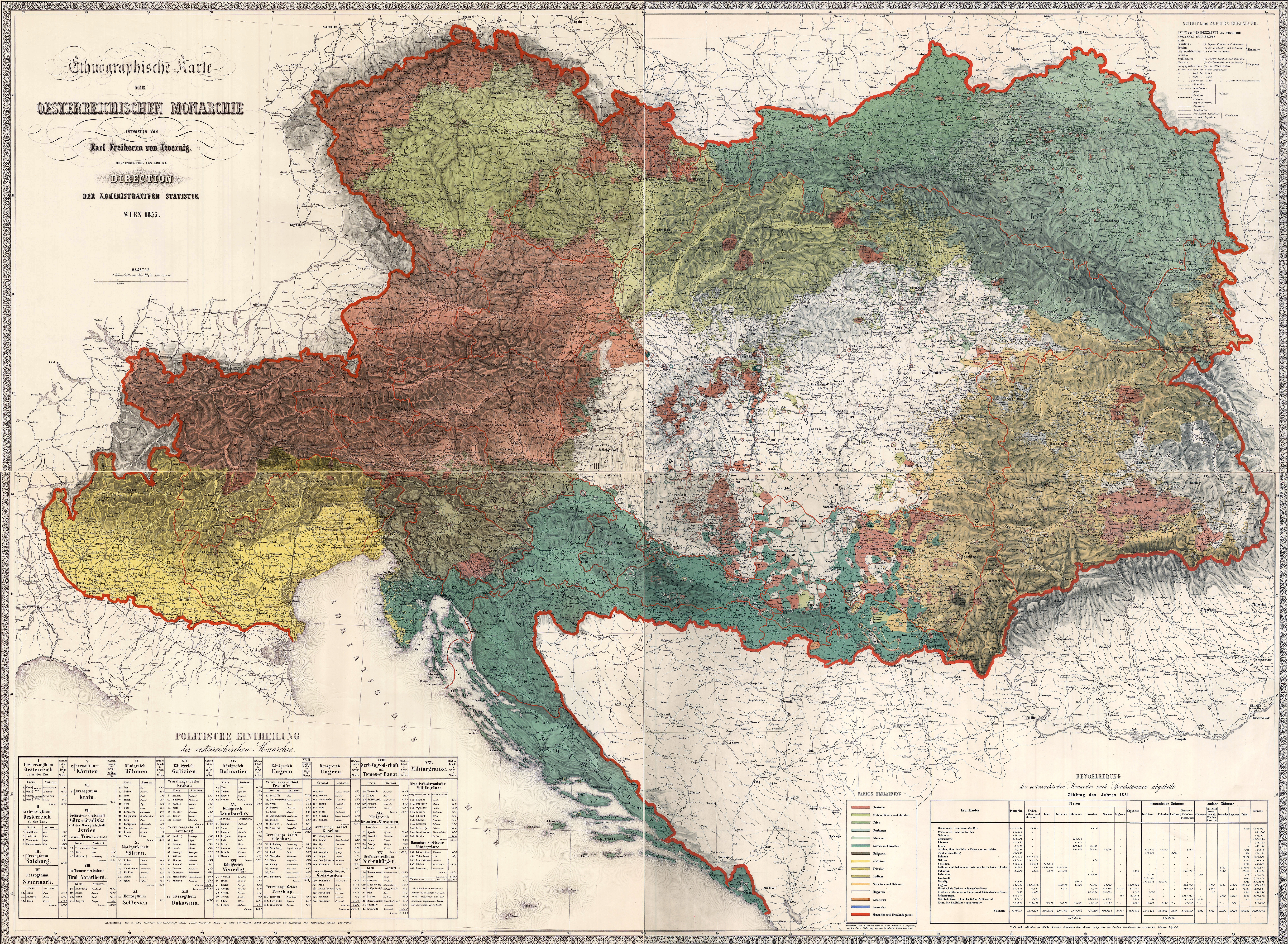
Етнографічна мапа Австро-Угорщини, 1855 рік

У період 1848—1949 рр. був депутатом Франкфуртських національних зборів, між 1852—1863 рр. — голова Імперської центральної комісії для вивчення та охорони пам'яток. 1865 р. обраний головою Комітету статистики та адміністрації в імперії. Йому вдалося переконати австрійський уряд дозволити оприлюднення офіційних статистичних матеріалів. 1846 р. вперше з'явилися в пресі під його редакцією «Tafeln zur Statistik oesterr. Monarchie» за 1842 р. (видавалися до 1856 р.). Працював начальником відділення в Міністерстві торгівлі. Тут він зайнявся організацією установ, що займалися справами судноплавства та морської торгівлі. Пізніше, коли працював начальником відділення залізниць, розробив закон про залізничні концесії і склав проект залізничної мережі для Австро-угорської монархії. За його задумами, у 1863 р. заснована Центральна статистична комісія для всієї імперії, головою якої він був до 1865 р..
Карта Карла Черніга «Етнографічна карта Австрійської монархії» («Ethnographische Karte der osterreichischen Monarchie, entworfen von Karl Freiherrn Czernig, herausgegeben von der k.k. Direktion der administrativen Statistik») була видана у Відні 1855 р. Масштаб 1:864 000. Формат мапи 61x80 см. Мапа була опублікована перший раз в 1855 р., друге видання 1856 р., пізніше в монографії Карла Черніга «Етнографія Австрійської монархії» («Ethnographie der oesterr. Monarchie») 1857 р. Карта перевидавалася декілька раз, зокрема і в 1868 р..
Праця Карла Черніга «Етнографія Австрійської монархії» стала фундаментом усіх подальших досліджень етнічного складу австрійської (з 1867 р. — австро-угорської) імперії. Доля карти Карла Черніга переплелася з долею Західноукраїнської Народної Республіки. Мапа буде згаданою у тимчасовій конституції ЗУНР. «Тимчасовий основний закон про державну самостійність українських земель бувшої австро-угорської монархії», ухвалений 13 листопада 1918 р., визначав межі ЗУНР так: «А р т и к у л II. ГРАНИЦІ. Простір Західно-української Народньої Републики покривається з українською суцільною етноґрафічною областю в межах бувшої австро-угорської монархії — то є з українською частиною бувших австрійських коронних країв Галичини з Володимирією і Буковини та з українськими частями бувших угорських столиць (Комітатів): Спиш, Шариш, Земляни, Уг, Берег, Угоча і Мармарош, — як вона означена на етноґрафічній карті австрійської монархії Карла барона Черніґа (Etnographische Karte der österreichischen Monarchie, entworfen von Karl Freiherrn Czernig, herausgegeben von der k. k. Direktion der administrativen Statistik, Wien 1855, Massstab 1:864000).».

## Вибрані праці
- «Ethnographie der oesterr. Monarchie» (1857 р.; окремо видана етнографічна карта Австрії, 1855 р.);
- «Oesterreichs Neugestaltung» (Відень, 1858);
- «Statistisches Handbüchlein für die oesterr. Monarchie» (Відень, 1861);
- «Das oesterr. Budget für 1862 in Vergleichung mit jenen der vorzüglicheren anderen Staaten» (Відень, 1862 р.);
- «Darstellung der Einrichtungen über Budget, Staatsrechnung und Kontrolle in Oesterreich, Preussen, Sachsen, Bayern, Würtemberg, Baden, Frankreich und Belgien» (Відень, 1866 р.);
- «Die Besteuerung der Wechsel etc. in den europäischen Staaten» (Трієст, 1870 р.);
- «Das Land Görz und Gradisca, geographisch-statistisch-historisch dargestellt» (Відень, 1873—1874 рр.);
- «Die etnologischen Verhältnisse des Oesterr. Küstenlandes etc.» (1885 р.);
- «Die alten Völker Oberitaliens etc.» (Відень, 1885 р.) та ін.[6].